# Eugene Donald Millikin
Eugene Donald Millikin (12 lutego 1891 – 26 lipca 1958) – amerykański polityk, członek Partii Republikańskiej. W latach 1941–1957 był przedstawicielem stanu Kolorado w Senacie Stanów Zjednoczonych.